# Soziale Sicherheit in der Landwirtschaft
Die Soziale Sicherheit in der Landwirtschaft (SdL) ist eine periodisch erscheinende Fachzeitschrift. Vorrangig werden die Belange der agrarsozialen Sicherung in Deutschland behandelt. Weitere Artikel widmen sich der Sozialpolitik, dem Sozialrecht oder dem Verwaltungsverfahren.
Herausgeber ist die Sozialversicherung für Landwirtschaft, Forsten und Gartenbau (SVLFG).